# Ratanapol Sor Vorapin
Ratanapol Sor Vorapin, de son vrai nom Anucha Phothong, est un boxeur thaïlandais né le 6 juin 1974 à Dan Khun Thot. Il est le frère de Ratanachai Sor Vorapin, champion WBO des poids coqs.

## Carrière
Passé professionnel en 1990, il devient champion du monde des poids pailles IBF le 10 décembre 1992 après sa victoire aux points contre Manny Melchor. Sor Vorapin conserve sa ceinture à 19 reprises avant d'être battu par Zolani Petelo le 27 décembre 1997. Battu également lors de deux autres championnats du monde des mi-mouches par Will Grigsby et Ricardo López, il mettra un terme à sa carrière sportive en 2009 sur un bilan de 59 victoires, 8 défaites et 1 match nul.